# De Toverberg
De Toverberg (Duits: Der Zauberberg) is een roman van de Duitse auteur Thomas Mann uit 1924. Het boek wordt gezien als een hoogtepunt in de moderne literatuur. De roman gaat over Hans Castorp, een jonge Noord-Duitser, die op bezoek gaat bij zijn neef in een sanatorium in het Zwitserse Davos. Dit bezoek duurt echter niet drie weken, zoals gepland, maar zeven jaar. Tijdens het verblijf ervaart Hans Castorp het leven en de gebruiken van de mensen in het sanatorium.

## Inhoud

### Vooraf
Het boek kent weliswaar een verhaal en personages, maar de verhaallijn staat niet primair in de roman. De beslommeringen van de patiënten in het Sanatorium zijn vooral aanleiding tot bespiegelingen over het leven en een zoektocht naar inzichten, die de kern van het boek vormen. De personages zijn stuk voor stuk representanten van verschillende wereldbeelden zoals humanisme en conservatisme.

### De aankomst
Hans Castorp is het enige kind uit een Hamburgs koopmansgezin, dat na de dood van zijn beide ouders opgroeit bij zijn grootvader, maar als ook die sterft gaat hij bij zijn oom Tienappel wonen. Uiteindelijk besluit Castorp een scheepsbouwtechnische studie te volgen, waarna hij bij de plaatselijke havenfirma aan de slag kan. Echter, voordat dit plaatsvindt gaat hij op reis naar het 'Internationaal Sanatorium Berghof', waar zijn neef Joachim Ziemszen verblijft. Castorp heeft het plan opgevat drie weken 'boven' te blijven, maar dit verblijf zal uiteindelijk zeven jaren duren.
Het sanatorium, dat door de psychoanalyticus dr. Krokowski en kamerheer Behrens geleid wordt, oefent een zekere aantrekkingskracht op Castorp uit; het leven boven op de berg fascineert hem. De patiënten aldaar blijken er vreemde gebruiken op na te houden. Zo leven daar Hermine Kleefeld met haar pneumothorax, en mevrouw Stöhr.

### Meneer Settembrini

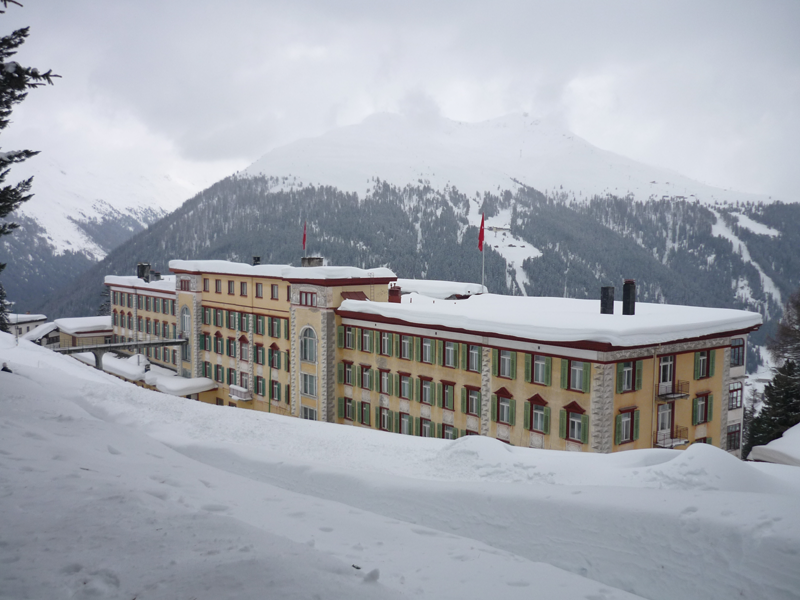
Sanatorium Schatzalp, dat model stond voor het sanatorium in De Toverberg

Lodovico Settembrini is een Italiaanse humanist en vrijmetselaar. Hij hangt de principes van de individualistische democratie aan. Hans Castorp en Settembrini worden reeds snel vrienden en kunnen goed met elkaar discussiëren over filosofische en politieke vraagstukken. Voor Castorp doet Settembrini denken aan een draaiorgelman vanwege diens gebaren en versleten kleding.

### Madame Chauchat
Clawdia Chauchat is een 28-jarige Russin met 'kirgiezenogen'. Zij doet Hans Castorp denken aan Přibislav Hippe, een schoolgenoot van wie hij ooit een potlood leende. Madame Chauchat komt uit een welgestelde familie uit Dagestan in de Kaukasus.
Ofschoon ze getrouwd is, draagt ze geen trouwring. Bij het eten in het sanatorium valt zij steeds erg op doordat ze te laat komt en met de deur slaat. Castorp is zeer geïnteresseerd in deze medebewoonster en hij laat zich door zijn tafelgenoot, juffrouw Engelhart, uitvoerig over haar berichten. Castorp raakt verliefd op haar en hij raakt jaloers op kamerheer Behrens, die een portret van madame Chauchat heeft geschilderd. Settembrini raadt het Castorp af zich te veel met haar in te laten.
Tijdens het carnavalsfeest in het sanatorium vraagt Hans Castorp aan Clawdia Chauchat of zij misschien een potlood te leen heeft voor een spel waarmee ze bezig zijn. Hier wordt opnieuw een verbinding gelegd naar de schoolgenoot Hippe. Zij vertelt Hans dat ze van plan is de volgende dag weer af te reizen, terug naar Dagestan. Daarna praten ze met elkaar in het Frans en verklaart Hans Castorp zijn liefde aan haar. Later in de roman vertelt Hans aan Mijnheer Peeperkorn dat hij die nacht Clawdia's minnaar is geweest. De roman laat in het midden of dat ook werkelijk het geval was.

### Hans Castorp begint te wennen
Mede vanwege de routine in het dagelijks leven van het sanatorium gaat de tijd voor Hans Castorp steeds sneller voorbij en neemt hij die anders waar. Hoewel Castorp denkt dat hij gezond is, mag hij van kamerheer Behrens de 'Berghof' niet verlaten en om zijn ziekte te bestrijden gaat hij ook meedoen aan de gewoontes van de inwoners van het sanatorium, zoals de ligkuur. Adriatica von Mylendonk, de hoofdzuster, verkoopt hem zelfs een koortsthermometer, zodat hij zich net als de andere bewoners kan temperaturen. Bij een röntgenonderzoek blijkt dat Hans Castorp een vochtige plek bij zijn long heeft, waardoor hij het sanatorium voorlopig niet verlaten kan.
Nu hij helemaal aan het leven 'boven' gewend is, vervreemdt Hans Castorp steeds meer van het leven in het laagland. Naast bezoekjes aan Dr. Krokowski's voordrachten over liefde en ziekte, studeert Hans ook een beetje bij op het gebied van de geneeskunde en de psychologie met behulp van boeken die hij aanschaft.

### Naphta
Settembrini, die doordat hij ongeneeslijk ziek is geen enkele uitweg uit het sanatorium meer ziet, besluit om 'Berghof' te verlaten en in Davos te gaan wonen. Daar woont hij op een zolderkamer van een kruidenier. In het huis wordt nóg een kamer verhuurd en wel aan de intellectuele tegenhanger van meneer Settembrini, de jezuïet Naphta. Deze van oorsprong joodse man uit Galicië is later bekeerd tot het katholicisme. Naphta is ook zeer intelligent en retorisch begaafd. Settembrini, de man van de verlichte ideeën probeert Hans Castorp, die een beetje zijn beschermeling is geworden, te behoeden voor de ideeën van zijn tegenstrever Naphta die desondanks wel een vriend is. Naphta streeft naar een godsdienstige maatschappij van broederschap.

### Vertrek en overlijden van Joachim
Omdat Joachim Ziemszen in het leger wil gaan dienen en niet door kamerheer Behrens wordt ontslagen, keert hij het sanatorium de rug toe en verlaat het zonder toestemming. Hans Castorp blijft gewoon in 'de Berghof'. Na een paar maanden keert Joachim ernstig verzwakt terug. Al snel na zijn aankomst in het sanatorium komt hij te overlijden. Bij een spiritistische seance, die later in het boek beschreven wordt, wordt Joachims geest echter uit het dodenrijk opgeroepen en kan Hans Castorp die waarnemen.

### Hans Castorps 'Sneeuwdroom'

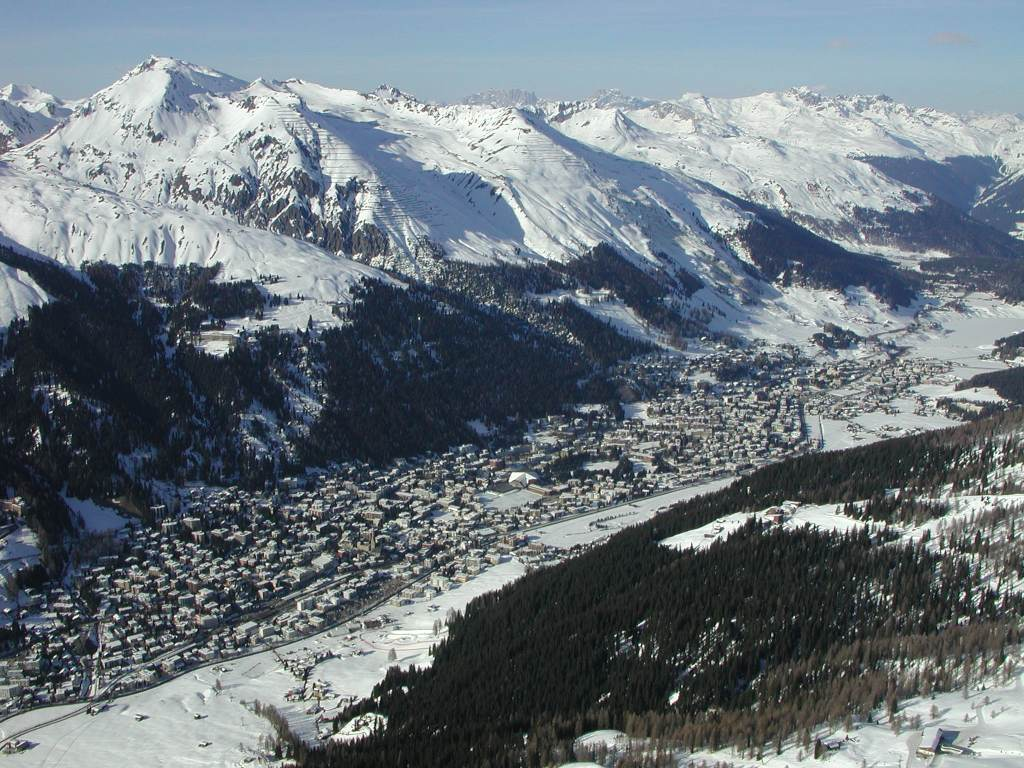
Bergen bij Davos, waar de roman zich afspeelt

Tijdens een skitrip in het hooggebergte rondom het sanatorium raakt Hans Castorp door 'het witte niets' (sneeuw) de weg kwijt en komt in een levensgevaarlijke sneeuwstorm terecht. Om voor de sneeuwjacht te schuilen moet hij de beschutting van een hooischuur opzoeken en daar afwachten tot de storm gaat liggen. Uitgeput door de inspanningen die hij geleverd heeft, valt Castorp tegen de muur in slaap. In zijn 'sneeuwdroom' ziet hij een mooie burcht waar zich jonge mensen bevinden, die elkaar met eerbied en vriendelijkheid begroeten. Ook ziet hij twee heksen die een klein kind opeten.
Als Castorp half ontwaakt vergelijkt hij zijn dromen en komt tot de conclusie dat er in de discussie tussen Naphta en Settembrini een middenweg te vinden is. Hij twijfelt aan hun standpunten, evenals aan de tegenstelling tussen dood en leven, ziekte en gezondheid en geest en natuur. De mens is van hogere orde dan genoemde tegenstellingen, juist doordat zij bestaan ten gevolge van het menselijk bestaan.
Der Mensch soll um der Güte und Liebe willen dem Tode keine Herrschaft einräumen über seine Gedanken. Dit is de conclusie die Hans Castorp trekt en waarnaar hij zal leven. Hij vergeet dit echter snel weer nadat hij uit de sneeuwstorm ontsnapt.

### Mijnheer Peeperkorn
Ook Clawdia Chauchat keert terug naar het Zwitserse sanatorium, echter onder begeleiding van haar geliefde, de Nederlandse koffieplanter Mynheer Pieter Peeperkorn. Alhoewel Castorp een beetje jaloers is, is hij wel erg van de vitale Nederlander onder de indruk. Hij vindt het zelfs een eer dat deze man aan Clawdia's zijde staat. Peeperkorn neemt het er erg van: hij drinkt veel wijn, experimenteert met kinine, slangengif en drugs. Hij bezit niet dezelfde retorische vaardigheden als Settembrini en Naphta; vaak lukt het hem zelfs niet zijn zinnen te voltooien. Na ernstige verzwakking en verlies van krachten en levenslust, sterft Peeperkorn door een zelfmoord met slangengif, dat hij door een bijzonder apparaatje heeft geïnjecteerd. Madame Chauchat verlaat daarna de 'Berghof' voorgoed.

### Eindfase
Aan het eind van het boek beginnen de bewoners van het sanatorium zich erg te vervelen en ontplooien banale activiteiten als het verzamelen van postzegels, fotograferen en het eten van chocolade. Hans Castorp raakt gefascineerd door de nieuwe grammofoon die is aangeschaft. Hij luistert daar vaak naar, vooral naar Schuberts lied Der Lindenbaum.
De strijd tussen Naphta en Settembrini, eerst nog met woorden gevoerd, escaleert ten slotte in een wapenduel. Naphta schiet zich bij dat duel, uit twijfel en woede, zelf door het hoofd.
De oorspronkelijk geplande drie weken die Hans Castorp in het sanatorium zou doorbrengen, werden uiteindelijk zeven jaar. Het uitbreken van de Eerste Wereldoorlog is echter het eindsignaal van het boek. De donderslag die dit voor de verveelde bewoners van het sanatorium betekent, maakt dat velen hun koffers pakken, net als Hans Castorp. Zijn reis voert hem echter naar een volkomen veranderde wereld. Hij komt terecht in de oorlog en de lezer neemt Castorp waar als soldaat op het slagveld aan het westelijk front. Na een tijdje verliest de verteller, en daarmee de lezer, Hans Castorp uit het blikveld. Of Castorp de oorlog overleeft blijft onduidelijk.

## Ontstaansgeschiedenis
De aanleiding voor het schrijven van De Toverberg was een verblijf van Thomas Manns echtgenote Katia in het Waldsanatorium van Davos in 1912. In talrijke brieven heeft zij haar man geschreven over het leven aldaar. Mann is zelf ook een keer op bezoek geweest. In de drie weken dat hij daar verbleef, leerde hij het sanatoriumleven zelf dus ook kennen.
Oorspronkelijk was het de bedoeling om de opgedane indrukken van zijn bezoek te verwerken in een novelle. Deze zou dan het meer humoristische tegenwicht van zijn boek Tod in Venedig (De dood in Venetië) moeten worden. Al in het jaar na zijn bezoek begon Mann met het schrijven aan De Toverberg, waardoor hij het werk aan Felix Krull onderbrak. De Eerste Wereldoorlog dwong hem echter om het werk neer te leggen, waarna hij het in 1920 hervatte. Tussendoor verschenen nog wel Herr und Hund, der Gesang vom Kindchen en Betrachtungen eines Unpolitischen.
De oorspronkelijke novelle was nu uitgegroeid tot een tweedelige roman; eine ausgedehnte short story zou Thomas Mann er zelf over gezegd hebben. In 1924 verscheen het boek bij de Duitse uitgeverij S. Fischer Verlag.
Bepaalde elementen uit De Toverberg zijn reeds te vinden in de vertelling Tristan uit 1903. In dat werk begeleidt Anton Klöterjahn zijn zieke vrouw Gabriele met een longaandoening naar een bergsanatorium. Daar leert zij de schrijver Detlev Spinell kennen. Het lukt de schrijver om haar een stuk uit Wagners opera Tristan en Isolde op de piano te laten spelen, ofschoon de artsen van het sanatorium haar elke inspanning verboden hebben.

## Vertalingen
Van De Toverberg bestaan drie Nederlandse vertalingen. De eerste verscheen in 1927, in twee banden, en was van de hand van C.J.E. Dinaux. In 1975 tekende Pé Hawinkels voor een nieuwe vertaling. De recentste vertaling is die van Hans Driessen, die in 2012 uitkwam.
In het achtste blad van De Groene Amsterdammer in 2020 werd door Niña Weijers een stuk geschreven dat voor een deel is gebaseerd op De Toverberg. Het stuk speelt zich af in en rondom een sanatorium waar de actrice en haar echtgenoot verblijven. Hier doet zij verslag van haar ervaringen en observaties, met name de schijnbare tegenstelling in het gedrag van mensen die zich inspannen voor ontspanning. Het verhaal mondt zich uit tot een literaire bespiegeling van de werkelijkheid, waarbij existentiële kwesties zoals mortaliteit ter sprake komen. Het stuk verscheen (bewerkt) in het vwo-examen van 2024 in het eerste tijdvak.

## Verfilming
De eerste verfilming was er in 1968 in de vorm van een tv-productie door Sender Freies Berlin.
In 1982 verfilmde Franz Seitz, een filmproducent uit München, de roman. De regie was in handen van Hans W. Geißendörfer. De Duits-Italiaanse-Franse coproductie duurde in totaal ongeveer 2,5 uur in de filmversie en ongeveer 7 uur in de televisieversie. Acteurs waren onder anderen Christoph Eichhorn als Hans Castorp, Rod Steiger als Mynheer Peeperkorn, Marie-France Pisier als Clawdia Chauchat, Hans Christian Blech, Flavio Bucci als Settembrini, Charles Aznavour als Naphta, Alexander Radszun, Margot Hielscher, Gudrun Gabriel, Ann Zacharias, Irm Hermann, Kurt Raab, Rolf Zacher en Tilo Prückner.

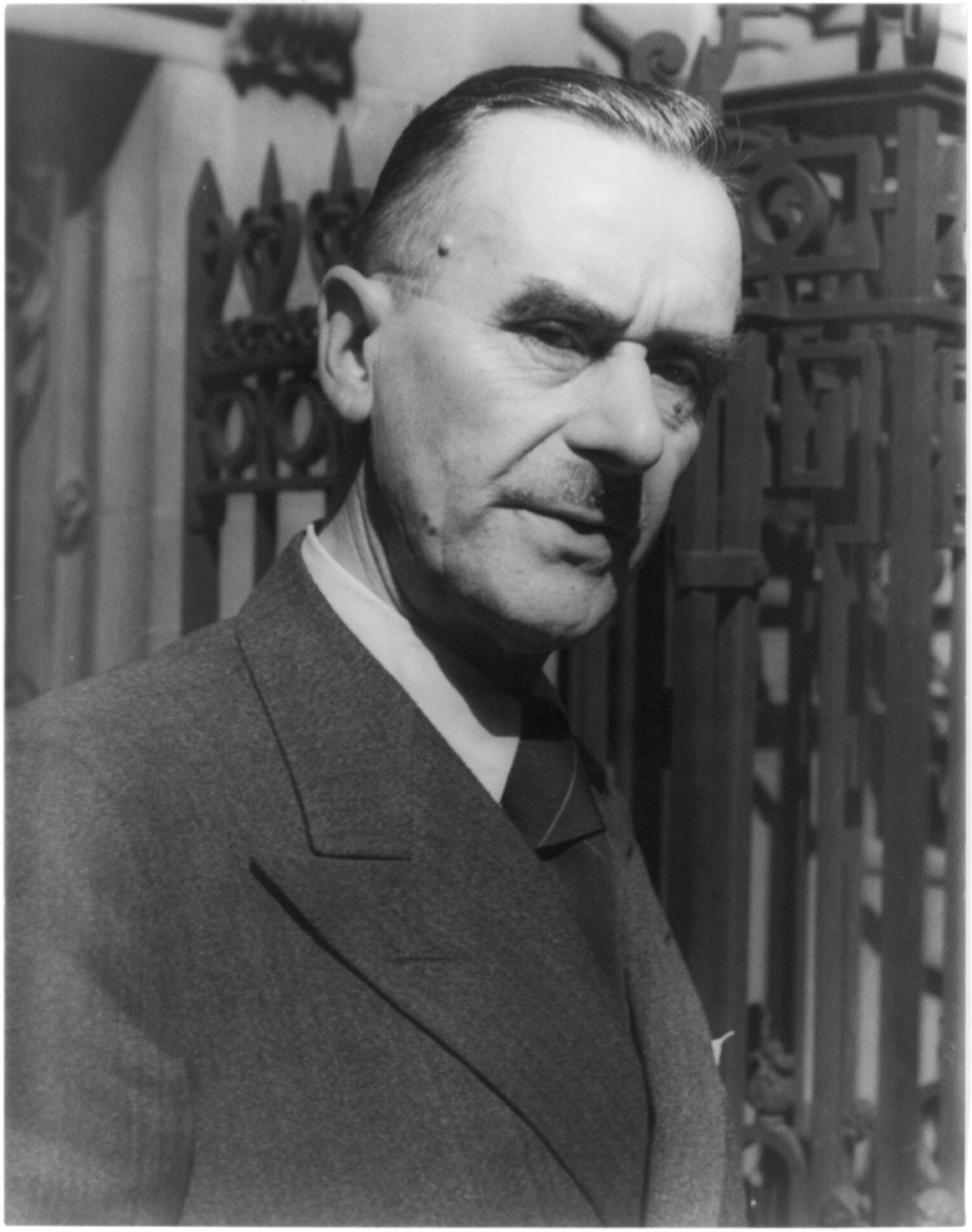
Thomas Mann, 20 april 1937 (fotograaf: Carl Van Vechten)

## Muziek, opera en theater
De Keulse minimaltechno-muzikant Wolfgang Voigt maakte in 1997 een album met de titel Zauberberg (Toverberg), dat met duistere en mysterieuze klankcomposities een verwantschap heeft met het werk van Thomas Mann.
In het jaar 2002 werd er in Chur, in Zwitserland, een opera opgevoerd met de titel Zauberberg naar de inhoud van het boek. De componist was Robert Grossmann, het libretto was van Rolf Gerlach.
In 2022 bracht het Internationaal Theater Amsterdam (ITA) de roman in de vorm van een theatervoorstelling.
In 1998 bracht het Hans Hof Ensemble (Andrea Boll, Andreas Denk, Klaus Jürgens, Mischa van Dullemen) de dansvoorstelling Höhenluft uit bij Korzo Producties (Den Haag), gebaseerd op het boek.
In 2006 maakte Annick Vroom de film Höhenluft, gebaseerd op de voorstelling van het Hans Hof Ensemble, geproduceerd door Egmond Film en Televisie in coproductie met NPS.
De singer-singwriter Lars Kroon vernoemde zich naar het boek en nam de artiestennaam Toverberg aan.